# Alexandre Rachmiel
Alexandre Rachmiel né le 13 novembre 1835 à Mulhouse et mort le 1er avril 1918 à Vincennes est un peintre français.
Il fut principalement actif aux États-Unis.

## Biographie
Alexandre Rachmiel  est le fils d'Alexandre Rachmiel et de Babette Katz.
Il étudie en Alsace où il est un condisciple de Jean-Jacques Henner. Il émigre aux États-Unis lorsque éclate la guerre franco-prussienne de 1870. Peu après son arrivée à New York, il épouse Sarah Parker Scott, une veuve ayant quatre filles. Leur fils, Jean Rachmiel (1871-1954) deviendra peintre et sera surnommé le « Millet américain ».
En 1895, Alexandre Rachmiel rejoint son fils à Paris où ils partagent un atelier de 1895 à 1902.
Il retourne aux États-Unis pour s'installer en Californie de 1901 à 1902. De 1903 à 1905, père et fils travaillent à Washington au décor de la Corcoran Gallery of Art. Il revient en Californie en 1906. Il peint à Philadelphie, Pasadena, Laguna Beach et Santa Barbara. 
Revenu en France, Alexandre Rachmiel meurt à son domicile à Vincennes le 1er avril 1918.